# Apseudes cooperi
Apseudes cooperi är en kräftdjursart som beskrevs av Brown 1954. Apseudes cooperi ingår i släktet Apseudes och familjen Apseudidae. Inga underarter finns listade i Catalogue of Life.